# Vertumne et Pomone (Pontormo)
Vertumne et Pomone (Vertumno e Pomona) est une peinture à fresque datant d'environ 1519 -  1521 réalisée par le peintre toscan Jacopo Carucci, dit le Pontormo. L'œuvre qui mesure  461 × 990 cm est visible sur une lunette dans le salon de la Villa médicéenne de Poggio a Caiano.

## Historique

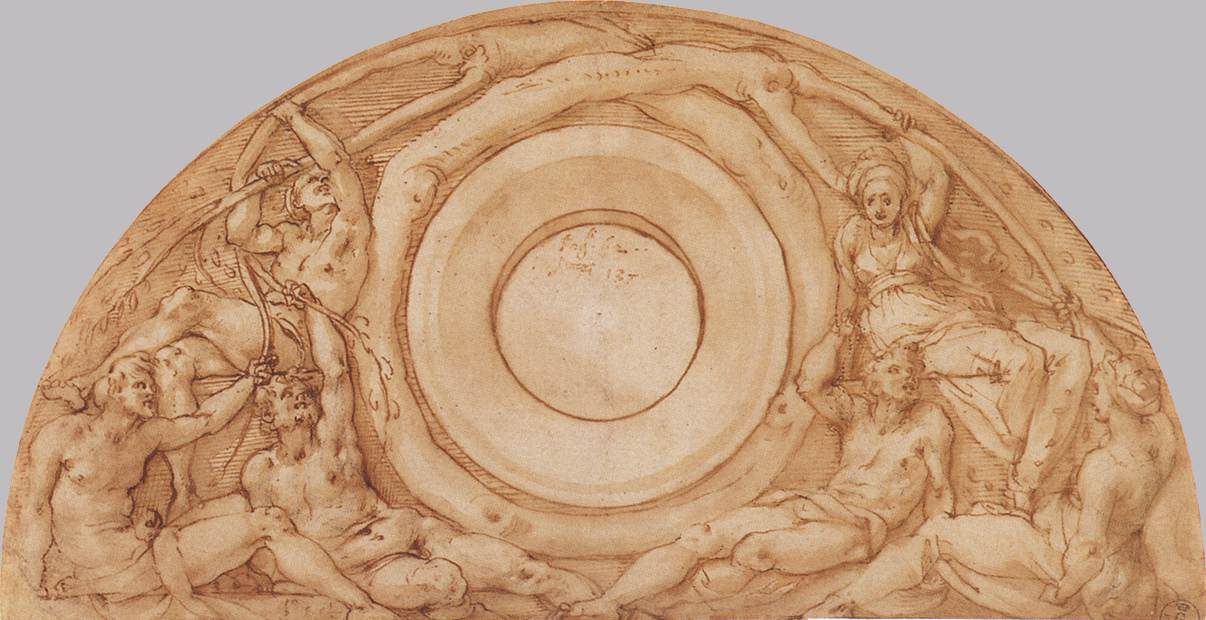
Étude pour la fresque (musée des Offices).

## Description
Cette fresque s'inspire du mythe de Vertumne et Pomone.

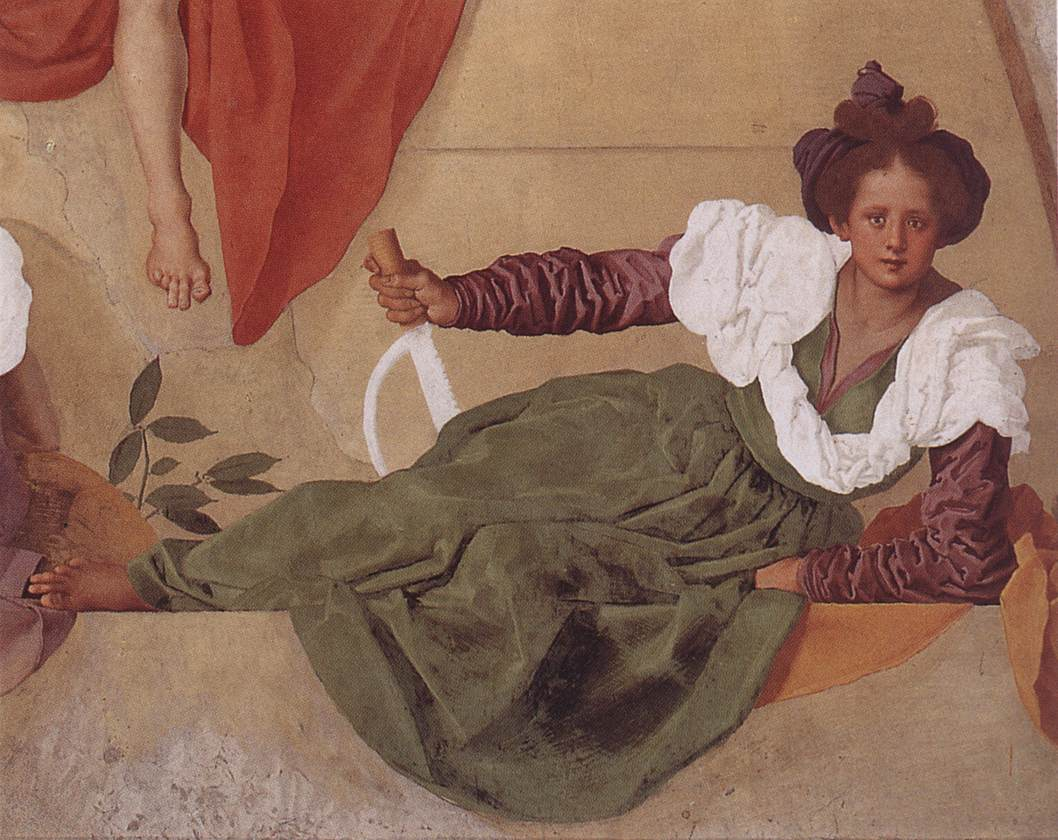
Pomone
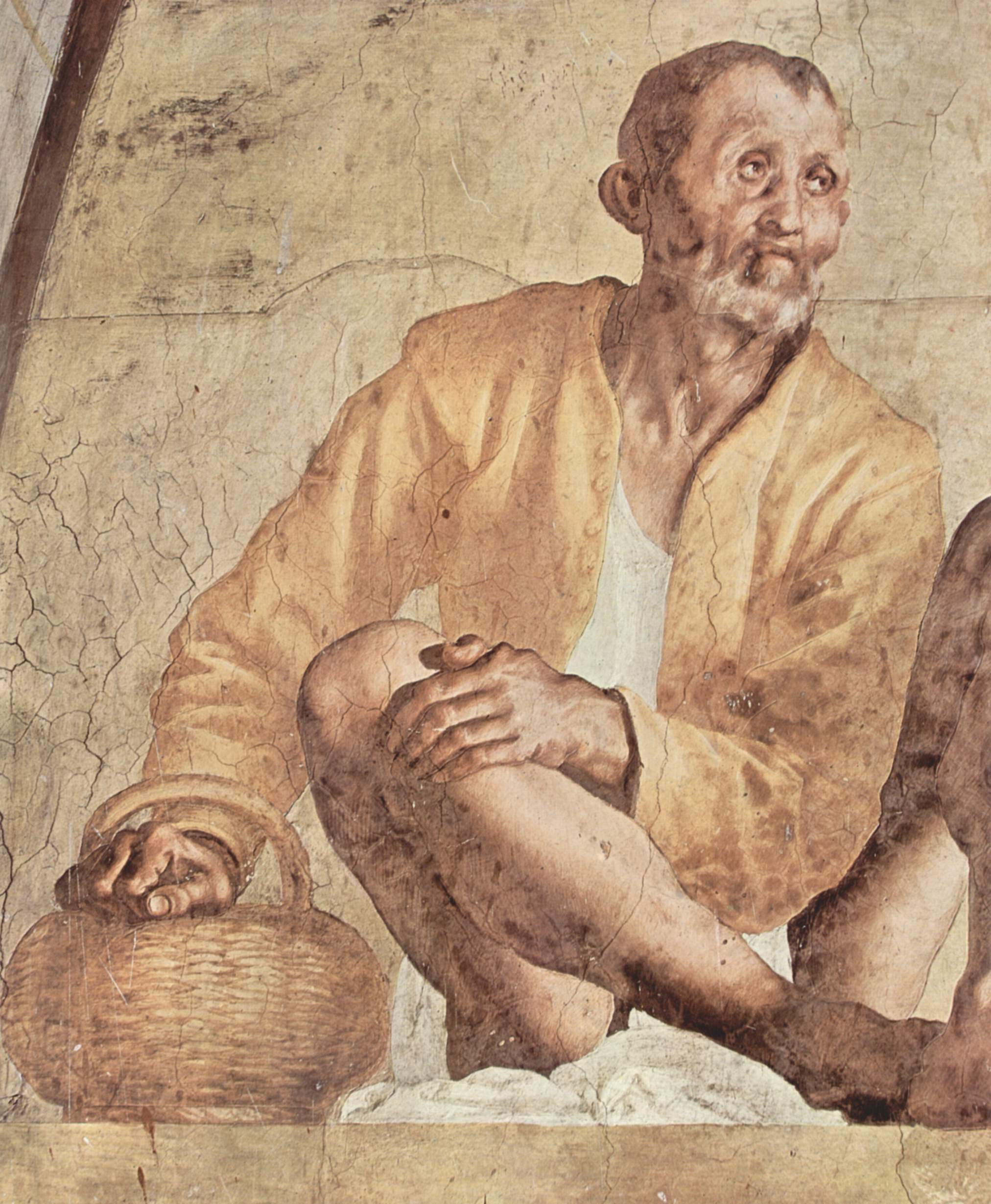
Vertumne
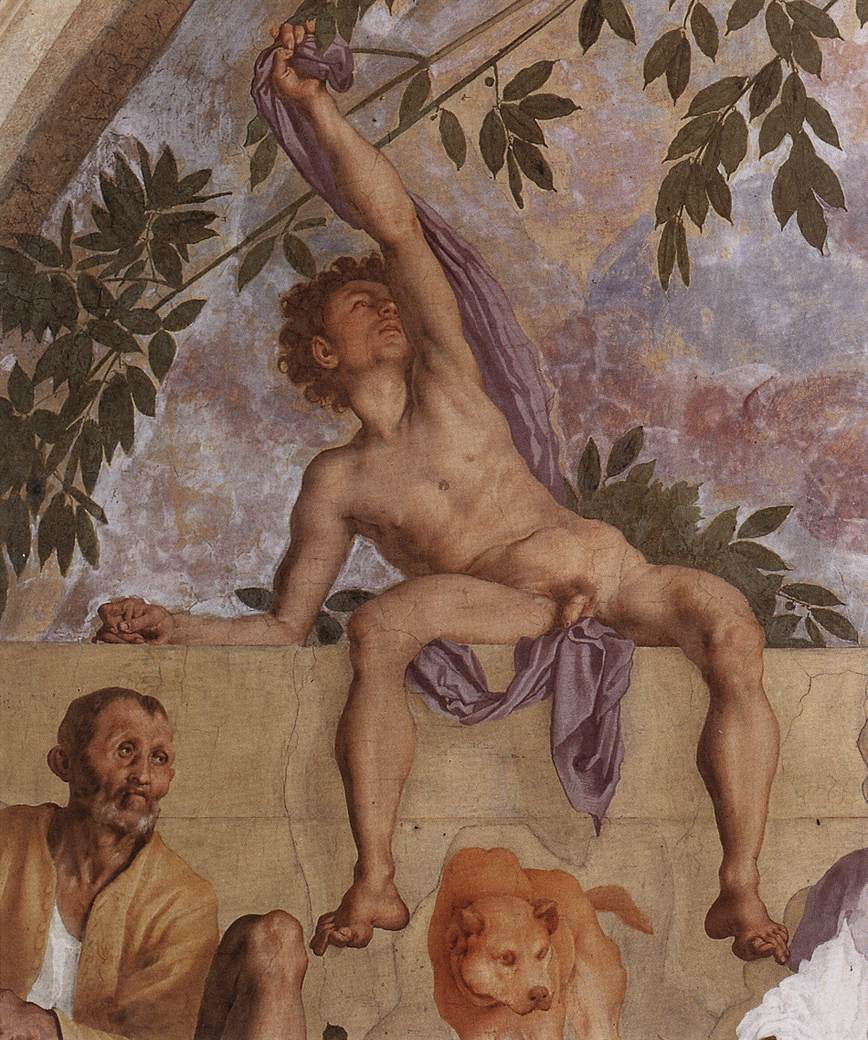
Nu masculin à caractère bachique